# Плавание на летних Олимпийских играх 2008 — эстафета 4×100 метров вольным стилем (женщины)
Соревнования в эстафете 4×100 метров вольным стилем (женщины) на Олимпиаде 2008 года проводились 9 и 10 августа в Пекинском национальном плавательном комплексе.

## Медалисты
| Золото | Серебро                                                                                             | Бронза                                                                                |
| Нидерланды · Инге Деккер · Раноми Кромовидьойо · Фемке Хемскерк · Марлен Велдхёйс · Хинкелин Схрёдер* · Манон ван Ройен* | США · Натали Коглин · Лейси Нимейер · Кара Линн Джойс · Дара Торрес · Джулия Смит* · Эмили Сильвер* | Австралия · Кейт Кэмпбелл · Элис Миллс · Мелани Шлангер · Лизбет Трикетт · Шейни Рис* |

*—участвовали только в предварительном заплыве

## Рекорды
До начала соревнований, мировой и олимпийский рекорды были следующими:
| Мировой рекорд     | Нидерланды · Инге Деккер (53,77) · Раноми Кромовидьойо (53,61) · Фемке Хемскерк (53,62) · Марлен Велдхёйс (52,62) | 3.33,62 | Эйндховен, Нидерланды | 18 марта, 2008   |
| Олимпийский рекорд | Австралия · Элис Миллс (54,75) · Лизбет Лентон (53,57) · Петрия Томас (54,67) · Джоди Хенри (52,95)               | 3.35,94 | Афины, Греция         | 14 августа, 2004 |

Во время соревнований в этой дисциплине были установлены олимпийские или мировые рекорды:
| Дата       | Заплыв | Спортсмен                                                      | Страна     | Время   | Рекорд |
| ---------- | ------ | -------------------------------------------------------------- | ---------- | ------- | ------ |
| 10 августа | Финал  | Инге Деккер Раноми Кромовидьойо Фемке Хемскерк Марлен Велдхёйс | Нидерланды | 3.33,76 | OR     |

Кроме того, в финале этой дисциплины, на первом этапе эстафеты Бритта Штеффен установила новый олимпийский рекорд в плавании на 100 м вольным стилем.

## Заплывы

### Отборочные
9 августа 2008, с 20:50 по местному времени (UTC+8)
| Место | Заплыв | НОК            | Спортсменки                                                              | 100 м | 200 м   | 300 м   | Время                 |
| ----- | ------ | -------------- | ------------------------------------------------------------------------ | ----- | ------- | ------- | --------------------- |
| 0     | 0      | !а             | !a                                                                       | !а    | !a      | !a      |                       |
| 1     | 1      | Китай          | Чжу Инвэнь Тан И Сюй Яньвэй Пан Цзяин                                    | 54,53 | 1.48,82 | 2.43,95 | 3.36,78 — рекорд Азии |
| 2     | 1      | Германия       | Майке Фрайтаг Антье Бушшульте Даниэла Гёц Бритта Штеффен                 | 54,53 | 1.48,82 | 2.43,36 | 3.37,52               |
| 3     | 2      | США            | Кара Линн Джойс Джулия Смит Эмили Сильвер Лейси Нимейер                  | 54,13 | 1.48,86 | 2.43,67 | 3.37,53               |
| 4     | 2      | Нидерланды     | Раноми Кромовидьойо Хинкелин Схрёдер Фемке Хемскерк Манон ван Ройен      | 54,41 | 1.49,72 | 2.43,30 | 3.37,61               |
| 5     | 2      | Франция        | Селин Кудерк Анна Щерба-Лоргериль Офели-Сириль Этьен Алёна Попчанка      | 53,97 | 1.48,92 | 2.43,64 | 3.37,76               |
| 6     | 1      | Австралия      | Кейт Кэмпбелл Элис Миллс Мелани Шлангер Шейни Рис                        | 54,65 | 1.49,20 | 2.43,89 | 3.37,81               |
| 7     | 2      | Канада         | Джулия Уилкинсон Эрика Морнингстар Женевьев Сомюр Одри Лакруа            | 54,48 | 1.48,86 | 2.43,97 | 3.38,82               |
| 8     | 1      | Великобритания | Франческа Холсолл Кейтлин Макклетчи Джулия Бекетт Мелани Маршалл         | 54,36 | 1.48,78 | 2.44,42 | 3.39,18               |
| 9     | 1      | Япония         | Харука Уэда Мисаки Ямагути Асами Китагава Маки Мита                      | 55,13 | 1.49,27 | 2.43,74 | 3.39,25               |
| 10    | 1      | Италия         | Эрика Ферраиоли Федерика Пеллегрини Мария Лаура Симонетто Кристина Чиусо | 56,10 | 1.49,52 | 2.45,49 | 3.40,42               |
| 11    | 2      | Швеция         | Ида Марко-Варга Терезе Альсхаммар Анна-Карин Каммерлинг Клер Хеденскуг   | 55,04 | 1.49,84 | 2.44,90 | 3.40,52               |
| 12    | 1      | Россия         | Анастасия Аксёнова Елена Соколова Дарья Белякина Светлана Карпеева       | 56,57 | 1.51,77 | 2.47,00 | 3.42,52               |
| 13    | 1      | Бразилия       | Татьяна Барбоза Флавия Кацциолато Мишель Ленхардт Монике Ферейра         | 55,08 | 1.51,21 | 2.47,11 | 3.42,85               |
| 14    | 2      | Украина        | Дарья Степанюк Катерина Дикиджи Анна Дзеркаль Наталья Худякова           | 55,79 | 1.51,23 | 2.48,18 | 3.44,72               |
| 15    | 2      | ЮАР            | Мелисса Корф Уэнди Тротт Манди Лутс Катерин Миклим                       | 55,93 | 1.53,76 | 2.52,07 | 3.51,14               |
|       | 2      | Беларусь       |                                                                          | DNS   | DNS     | DNS     | DNS                   |
| 999   | 999    | ЯЯЯ            | ~z                                                                       | ~z    | ~z      | ~z      |                       |

Команда Беларуси снялась с эстафеты ввиду травмы Светланы Хохловой — рваной раны кисти при отработке на тренировке передачи эстафеты. Эту спортсменку иногда называют «Мисс приключение».

### Финал
10 августа 2008, в 11:21 по местному времени
| Место | Дорожка | Страна                                                                                    | 100 м | 200 м   | 300 м   | Время                        |
| ----- | ------- | ----------------------------------------------------------------------------------------- | ----- | ------- | ------- | ---------------------------- |
| 0     | 0       | !а                                                                                        | !a    | !а      | !a      | !a                           |
| 1     | 6       | Нидерланды · Инге Деккер, Раноми Кромовидьойо, Фемке Хемскерк, Марлен Велдхёйс            | 54,37 | 1.47,76 | 2.41,18 | 3.33,76 — олимпийский рекорд |
| 2     | 3       | США · Натали Кафлин, Лейси Нимейер, Кара Линн Джойс, Дара Торрес                          | 54,00 | 1.47,91 | 2.41,89 | 3.34,33 — рекорд Америки     |
| 3     | 7       | Австралия · Кейт Кэмпбелл, Элис Миллс, Мелани Шлангер, Лизбет Трикетт                     | 54,43 | 1.48,86 | 2.42,71 | 3.35,05 — рекорд Океании     |
| 4     | 4       | Китай · Чжу Инвэнь, Тан И, Сюй Яньвэй, Пан Цзяин                                          | 54,12 | 1.48,31 | 2.42,95 | 3.35,64 — рекорд Азии        |
| 5     | 5       | Германия · Бритта Штеффен, Майке Фрайтаг, Даниэла Готц, Антье Бушшульте                   | 53,38 | 1.47,68 | 2.43,02 | 3.36,85                      |
| 6     | 2       | Франция · Селин Кудер, Алёна Попчанка, Офели-Сириль Этьен, Малия Метелла                  | 54,32 | 1.48,86 | 2.43,65 | 3.37,68                      |
| 7     | 8       | Великобритания · Франческа Холсол, Кейтлин Макклетчи, Джессика Сильвестер, Мелани Маршалл | 53,81 | 1.48,29 | 2.43,63 | 3.38,18                      |
| 8     | 1       | Канада · Джулия Уилкинсон, Эрика Морнингстар, Женевьев Сомур, Одри Лакруа                 | 54,33 | 1.48,68 | 2.43,36 | 3.38,32                      |
| 999   | 999     | ЯЯЯ                                                                                       | ~z    | ~z      | ~z      | ~z                           |